# 캘리포니아 포도주

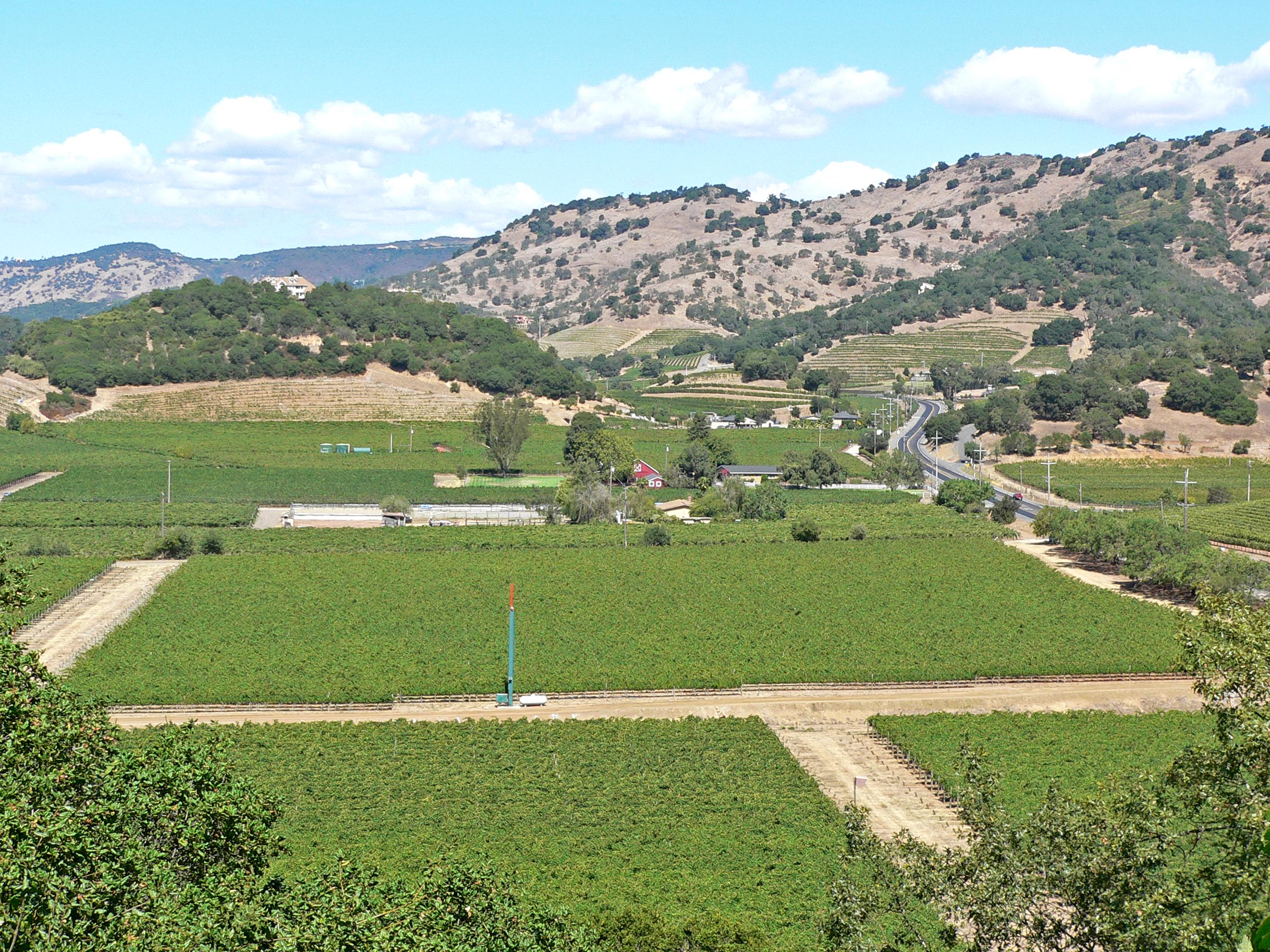
나파에 펼쳐져 있는 포도 농장.

캘리포니아 포도주는 미국의 주인 캘리포니아에서 만든 포도주를 지칭한다. 캘리포니아 주의 면적은 프랑스의 4분의 3정도인데, 여기서 생산되는 포도주는 미국 전체의 포도주 생산량의 90퍼센트에 이른다. 캘리포니아 포도주의 생산량은 호주 전체에서 생산되는 양보다도 많으며, 만약 캘리포니아를 하나의 나라라고 생각한다면, 세계에서 4번째로 많은 포도주를 생산한다고 볼 수 있다.

## 기후와 지형

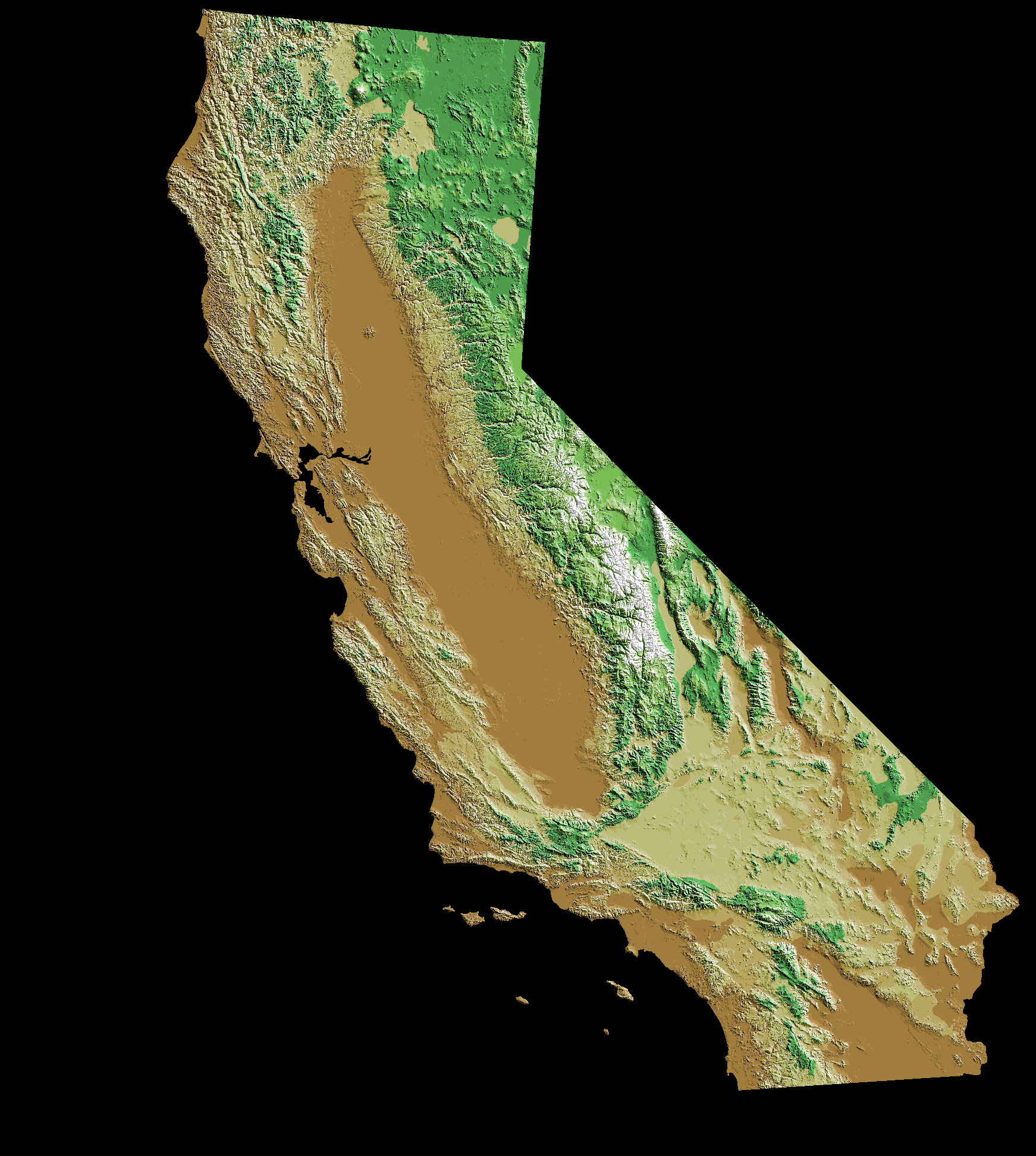
캘리포니아 지역의 지형과 고도.

캘리포니아는 다양한 종류의 지형이 나타나는 곳이며, 그에 따라 기후가 지역별로 달라지게 된다. 캘리포니아에서 생산되는 포도주는 대부분 태평양 연안과 중앙 계곡 사이에서 생산된다. 태평양 연안과 샌프란시스코 만을 비롯한 여러 만들은 와인 지역에 냉기와 적당량의 안개를 제공하여 기온과 일조량을 조절하는 역할을 한다.한편, 가뭄은 포도 생산에 악영항을 끼치게 되는데, 캘리포니아의 대부분의 지역은 충분한 강수량을 확보하고 있다. 겨울은 온화한 편이지만, 봄철 서리가 포도나무에 피해를 주는 경우가 있다. 포도농장주들은 서리로 인한 피해를 방지하기 위해, 스프링클러나 난로를 이용하기도 한다.

## 같이 보기
- 나파